# Point de départ
Pour plus de détails, voir Fiche technique et Distribution.
Point de départ est un documentaire français réalisé par Robert Kramer et sorti en 1994.

## Synopsis
Un retour au Vietnam.

## Fiche technique
- Titre : Point de départ
- Réalisation : Robert Kramer
- Scénario : Robert Kramer
- Photographie : Nguyen Thuoc
- Son : Olivier Schwob
- Montage : Marie-Hélène Mora, Robert Kramer et Christine Benoit
- Société de production : Les Films d'ici
- Pays :  France
- Genre : documentaire
- Durée : 90 minutes
- Date de sortie : France - 9 mars 1994[1]

## Sélection
- Festival de Cannes 1994 (programmation ACID)[2]